# Güzel
Güzel (türk. für „schön, hübsch“; „gut“; als Substantiv: „die [weibliche] Schönheit“) ist ein türkischer weiblicher Vorname und Familienname.

## Namensträger
Familienname
- Doğan Güzel, kurdisch-türkischer Zeichner, Illustrator und Karikaturist
- Galip Güzel (* 1987), türkischer Fußballspieler
- Hasan Celal Güzel (1945–2018), türkischer Politiker
- İsmail Güzel (* 1986), türkischer Ringer
- Lütfiye Güzel (* 1972), türkischstämmige deutsche Lyrikerin
- Mehmet Güzel (* 1991), türkischer Leichtathlet